# FK Radnički Šid
Fudbalski Klub Radnički Šid (serb.: Фудбалски Kлуб Paднички Шид) – serbski klub piłkarski z siedzibą w Šidzie (w okręgu sremskim, w Wojwodinie). Został utworzony w 1910 roku. Obecnie występuje w Područnej fudbalskiej lidze (5. poziom serbskich rozgrywek piłkarskich), w grupie Sremska Mitrovica.

## Historia
- 1910 - został założony jako FK Radnički Šid.
- 2010 - połączył się z FK Big Bull Bačinci tworząc FK Big Bull Radnički.
- 2011 - klub powrócił do nazwy FK Radnički Šid.

## Stadion
Klub rozgrywa swoje mecze domowe na stadionie Stadion Gradski w Šidzie, który może pomieścić 2.000 widzów.

## Sezony
| Sezon                          | Liga                                 | Poziom | Miejsce |
| Federalna Republika Jugosławii |                                      |        |         |
| 1999/00                        | Zonska liga (Vojvodinska liga Zapad) | IV     | 3       |
| 2000/01                        | Zonska liga (Vojvodinska liga Zapad) | IV     | 1       |
| 2001/02                        | Srpska liga (Grupa Vojvodina)        | III    | 5       |
| 2002/03                        | Srpska liga (Grupa Vojvodina)        | III    | 17      |
| Serbia i Czarnogóra            |                                      |        |         |
| 2003/04                        | Prva liga Vojvodine                  | IV     | 15      |
| 2004/05                        | Zonska liga (Vojvodinska liga Jug)   | IV     | 8       |
| 2005/06                        | Zonska liga (Vojvodinska liga Jug)   | IV     | 6       |
| Serbia                         |                                      |        |         |
| 2006/07                        | Zonska liga (Vojvodinska liga Jug)   | IV     | 2       |
| 2007/08                        | Zonska liga (Vojvodinska liga Jug)   | IV     | 1       |
| 2008/09                        | Srpska liga (Grupa Vojvodina)        | III    | 9       |
| 2009/10                        | Srpska liga (Grupa Vojvodina)        | III    | 14 *    |
| 2010/11                        | jako klub FK Big Bull Radnički       | –      | –       |
| 2011/12                        | Srpska liga (Grupa Vojvodina)        | III    | 5       |
| 2012/13                        | Srpska liga (Grupa Vojvodina)        | III    | 5       |
| 2013/14                        | Srpska liga (Grupa Vojvodina)        | III    | 7       |
| 2014/15                        | Srpska liga (Grupa Vojvodina)        | III    | 13      |
| 2015/16                        | Srpska liga (Grupa Vojvodina)        | III    | 10      |
| 2016/17                        | Srpska liga (Grupa Vojvodina)        | III    | 13      |
| 2017/18                        | Srpska liga (Grupa Vojvodina)        | III    | 16      |
| 2018/19                        | Zonska liga (Vojvodinska liga Jug)   | IV     | 11      |
| 2019/20                        | PFL Sremska Mitrovica                | V      | 4 **    |
| 2020/21                        | PFL Sremska Mitrovica                | V      | ?       |

 * od sezonu 2010/11 klub rozpoczął występy w rozgrywkach Prvej ligi Srbije jako FK Big Bull Radnički.
 ** Z powodu sytuacji epidemicznej związanej z koronawirusem COVID-19 rozgrywki sezonu 2019/2020 zostały zakończone po rozegraniu 17 kolejek.

## Sukcesy
- mistrzostwo Zonskiej ligi – Grupa Vojvodinska liga Zapad (IV liga) (1x): 2001 (awans do Srpskiej ligi).
- mistrzostwo Zonskiej ligi – Grupa Vojvodinska liga Jug (IV liga) (1x): 2008 (awans do Srpskiej ligi).
- wicemistrzostwo Zonskiej ligi – Grupa Vojvodinska liga Jug (IV liga) (1x): 2007.